# ليق نكس ون
ليق نكس ون (LIG Nex1 Co., Ltd.). (المعروفة سابقًا باسم NEX1 Future
و LG Innotek) هي شركة كورية جنوبية لتصنيع الطائرات ولأسلحة والمعدات الدفاعية. تأسست في عام 1976 باسم (Goldstar Precision). ليق نكس ون مملوكة سابقًا «لشركة ليق القابضة» (LIG Holdings Company)، والتي بدورها مملوكة لمجموعة «لمجموعة ليق» (LIG Group). في عام 2013، استحوذ ائتلاف تجاري بقيادة شركة الأسهم الخاصة الكورية الجنوبية (STIC Investments) على حصة 49 في المائة في ليق نكس ون مقابل 420 مليار وون كوري.
تقوم بتطوير وإنتاج مجموعة واسعة من الأنظمة الإلكترونية الدقيقة المتقدمة، بما في ذلك الصواريخ وأنظمة الأسلحة تحت الماء والرادارات والحرب الإلكترونية وإلكترونيات الطيران وأنظمة الاتصالات التكتيكية وأنظمة التحكم في الحرائق وأنظمة القتال البحرية والبصريات الكهربائية. وهي واحدة من الموردين الرئيسيين لأنظمة الأسلحة للقوات المسلحة لجمهورية كوريا، ومصدرة دولية لأنظمة الأسلحة.

## المنتجات

### الصواريخ
- تشيرون
- Haeseong (C-Star)  [لغات أخرى]‏
- كيه إم- سام
- K-SAAM
- إيه تي-1كيه رايبولت

### طوربيدات
- Red Shark  [لغات أخرى]‏
- بلو شارك (طوربيد)
- White Shark  [لغات أخرى]‏

## روابط خارجية
- الموقع الرسمي (بالكورية)